# Frankenia desertorum
Frankenia desertorum är en frankeniaväxtart som beskrevs av Victor Samuel Summerhayes. Frankenia desertorum ingår i släktet frankenior, och familjen frankeniaväxter. Inga underarter finns listade i Catalogue of Life.